# Пукельдон
Пукельдон  (ісп. Puqueldón) — селище в Чилі. Адміністративний центр однойменної комуни. Населення — 454 особи (2002). Селище і  комуна входить до складу провінції Чилое і регіону Лос-Лагос. 
Територія комуни — 97,3 км². Чисельність населення - 4154 мешканців (2007). Щільність населення - 42,69 чол/км².

## Розташування
Селище розташоване на острові Чилое за 140 км на південний захід від адміністративного центру області міста Пуерто-Монт та за 16 км на південний схід від адміністративного центру провінції міста Кастро.
Комуна межує:
- на півночі - з комуною Кастро
- на північному сході - з комуною Кемчі
- на півдні - з комуною Кейлен
- на заході — з комуною Чончі

На сході комуни розташована затока Анкуд.

## Демографія
Згідно з даними, зібраними в ході перепису Національним інститутом статистики, населення комуни становить 4154 особи, з яких 2097 чоловіків та 2057 жінок.
Населення комуни становить 0,52% від загальної чисельності населення регіону Лос-Лагос. . 100% відноситься до сільського населення і 0% - міське населення.